# Xã Forest City, Quận Mason, Illinois
Xã Forest City (tiếng Anh: Forest City Township) là một xã thuộc quận Mason, tiểu bang Illinois, Hoa Kỳ. Năm 2010, dân số của xã này là 522 người.